# James 125cc-modellen 1937-1939
De James 125cc-modellen 1937-1939 vormen een serie motorfietsen die het Britse merk James produceerde in de laatste jaren voor de Tweede Wereldoorlog. 

## Voorgeschiedenis
James uit Birmingham was in de jaren twintig van de 20e eeuw groot geworden met de productie van vooral zware motorfietsen van 560- tot 750 cc, maar had met de James 2¼ HP-modellen ook al lichte gebruiksmotorfietsen uitgebracht. Na de beurskrach van 1929 werden lichte en goedkope modellen steeds belangrijker en James bracht de James 150cc-modellen en de James 175cc-modellen uit. 

## 125cc-modellen
James gebruikte al regelmatig tweetakt-inbouwmotoren van specialist Villiers uit Wolverhampton. Villiers had de overstap van kamzuigermotoren naar motoren met vlakke zuiger ("deflectorless piston") gemaakt en in 1935 bracht het de zeer populaire Villiers Mk 9D 122cc-tweetakt op de markt. Deze motor werd door een groot aantal merken als aandrijfmiddel gebruikt en in 1937 begon ook James met de productie van lichte motorfietjes met de Villiers Mk 9D-motor. 

### Modelaanduiding
De modelnummers H17, I17, J17 en K17 waren het gevolg van de modelaanduidingen die James in 1929 had ingevoerd. Elk productiejaar kreeg zijn eigen letter. In 1929 was dat de "A", in 1930 de "B" enz. Toen de 125cc-modellen in 1936 verschenen was de letter "H" aan de beurt. Het getal 17 volgde op de James 150cc-modellen I15 Utility Lightweight en I16 De Luxe Lightweight.

### 1936: Model H17
In juni 1936 presenteerde James het Model H17, een tamelijk eenvoudige gebruiksmachine met een simpel enkel wiegframe, maar de motor was de moderne Villiers Mk 8 D met unit construction-versnellingsbak. De tank leek door zijn druppelvorm op een zadeltank, maar was in werkelijkheid tussen de bovenste framebuizen opgehangen. De machine kostte, inclusief verlichtingsset met een batterij voor het parkeerlicht, 19 pond en 10 shilling. 

### 1937: Model I17 Ultra Lightweight
Het Model I17 was een tamelijk eenvoudig motorfietsje, met slechts één Terry-zweefzadel en zonder bagagedrager. De Villiers Mk 9D-motor had een vliegwielmagneet en mengsmering in een verhouding van 16:1 (1 deel olie op 16 delen benzine). Omdat de motor twee uitlaatpoorten had, waren er ook twee korte uitlaten die al voor het blok uitmondden in een centraal demperdeel, waarna een enkele tailpipe naar achteren liep. De machine had drie handgeschakelde versnellingen en 4 inch trommelremmen. Het frame was samengesteld uit geschroefde buizen, maar de voorvork was een plaatstalen webbvork. Verder had het Model I17 verstelbare voetsteunen, een middenbok en standaard een koplamp, die rechtstreeks door de dynamo werd gevoed (en dus uitging als de motor niet draaide), een gereedschapskastje met boordgereedschap, een vetspuitje en een bandenpompje. De 9 litertank was zwart met gouden biezen. 

### 1938: Model J17 Ultra Lightweight 125 cc
In 1938 bleef de machine vrijwel gelijk, maar het gereedschapskastje werd groter en er werd een door het voorwiel aangedreven snelheidsmeter gemonteerd. De toevoeging "125 cc" was nodig omdat er ook een James Model J17 Ultra Lightweight 98 cc kwam.

### 1939: Model K17 125 cc
In 1939 kwamen er wel enkele kleine wijzigingen. De tank werd iets groter (10 liter) en was nu zwart met zilverkleurige flanken en gouden biezen. Ook de remtrommels werden groter: 5 inch. De verlichtingsset kreeg nu ook dim- en grootlicht en een achterlicht en de machine kreeg beenschilden. De toevoeging "125 cc" was nodig om onderscheid te maken met het James Model K17 98 cc. 
De dreiging van de Tweede Wereldoorlog maakte een einde aan bijna de hele productie van James. In 1940 leverde men alleen nog enkele 98cc-modellen. In 1943 volgde een militair motorfietsje, de Military Lightweight, nog steeds met de Villiers Mk 9D-tweetaktmotor. Pas in 1949 verschenen er weer civiele 125cc-modellen, de James Cadet-serie met de opvolger van de 9D-motor, de Villiers Mk 10D.

## Technische gegevens
| James Model            | H17                                 | I17 Ultra Lightweight               | J17 Ultra Lightweight 125 cc        | K17 125 cc                          |
| ---------------------- | ----------------------------------- | ----------------------------------- | ----------------------------------- | ----------------------------------- |
| Periode                | 1936                                | 1937                                | 1938                                | 1939                                |
| Categorie              | Toermodel                           | Toermodel                           | Toermodel                           | Toermodel                           |
| Motortype              | Tweetakt                            | Tweetakt                            | Tweetakt                            | Tweetakt                            |
| Bouwwijze              | Dwarsgeplaatste staande eencilinder | Dwarsgeplaatste staande eencilinder | Dwarsgeplaatste staande eencilinder | Dwarsgeplaatste staande eencilinder |
| Koeling                | Lucht                               | Lucht                               | Lucht                               | Lucht                               |
| Boring                 | 50 mm                               | 50 mm                               | 50 mm                               | 50 mm                               |
| Slag                   | 62 mm                               | 62 mm                               | 62 mm                               | 62 mm                               |
| Cilinderinhoud         | 121,7 cc                            | 121,7 cc                            | 121,7 cc                            | 121,7 cc                            |
| Carburateur(s)         | Villiers                            | Villiers                            | Villiers                            | Villiers                            |
| Smeersysteem           | Mengsmering                         | Mengsmering                         | Mengsmering                         | Mengsmering                         |
| Primaire aandrijving   | Ketting                             | Ketting                             | Ketting                             | Ketting                             |
| Versnellingen          | 3                                   | 3                                   | 3                                   | 3                                   |
| Secundaire aandrijving | Ketting                             | Ketting                             | Ketting                             | Ketting                             |
| Rijwielgedeelte        | Enkel wiegframe                     | Enkel wiegframe                     | Enkel wiegframe                     | Enkel wiegframe                     |
| Voorvork               | Plaatstalen Webb-type               | Plaatstalen Webb-type               | Plaatstalen Webb-type               | Plaatstalen Webb-type               |
| Achtervork             | Star                                | Star                                | Star                                | Star                                |
| Remmen                 | Trommelremmen                       | Trommelremmen                       | Trommelremmen                       | Trommelremmen                       |
| Tankinhoud             | 9 liter                             | 9 liter                             | 9 liter                             | 10 liter                            |